# Clayton Ferreira Cruz
Clayton Ferreira Cruz, mais conhecido como Clayton (São João do Paraíso, 19 de julho de 1975), é um ex-futebolista brasileiro que atuou como meia-atacante. 
Atualmente ele trabalha como empresário. 

## Carreira
Clayton foi descoberto nas categorias de base do Atlético Mineiro, onde também iniciou a sua carreira profissional. Entre os anos de 1993 e 1999, atuou em 140 partidas e marcou 19 gols.
Passou ainda por Guarani e  América de Natal antes de desembarcar na Europa. Em 1999, foi atuar no velho continente para defender o Santa Clara.
Em janeiro de 2000, passou a atuar na Primeira Liga quando foi contratado pelo Porto, aonde foi um dos destaques ofensivos do time. Em 17 de outubro de 2001, marcou um gol na Liga dos Campeões da UEFA num jogo contra o Celtic Também fez parte do elenco campeão da Copa da UEFA em 2002/03, apesar de não ter jogado a final.
No Campeonato Português de 2003/04, Clayton transferiu-se para o Sporting e, após atuar pouco na temporada, foi emprestado ao modesto Penafiel e, posteriormente, transferiu-se ao Vitória de Guimarães.
Depois de mais uma rápida passagem pelo Brasil, desta vez pelo Sport e mais uma temporada pelo Penafiel na segunda divisão portuguesa, Clayton mudou-se para o Chipre. Iniciou no país na temporada 2007/08 com o Larnaca, logo após, em janeiro de 2008, foi para o Omonia e transferiu-se para o Limassol em 2009.
No ano de 2011, transferiu-se para o Serrano. Depois de encerrar a carreira após a disputa da Copa Estado de 2011, o meia decidiu voltar aos gramados e disputou o Campeonato Baiano de 2012.

## Títulos
Atlético Mineiro
- Campeonato Mineiro - 1995
- Copa Conmebol - 1997

Porto
- Campeonato Português - 2002/2003,
- Taça de Portugal - 1999/2000, 2000/2001, 2002/2003
- Supertaça Cândido de Oliveira - 1998/1999, 2000/2001,
- Copa da UEFA - 2002/2003